# Scutellina (onderorde)
De Scutellina zijn een onderorde van de Clypeasteroida, een orde van zee-egels (Echinoidea).

## Families
- Scutellinidae Pomel, 1888 †
- Infraorde Laganiformes
  - Echinocyamidae Lambert & Thiéry, 1914
  - Fibulariidae Gray, 1855
  - Laganidae Desor, 1858
- Infraorde Scutelliformes
  - Superfamilie Scutelloidea Gray, 1825
    - Abertellidae Durham, 1955 †
    - Astriclypeidae Stefanini, 1912
    - Dendrasteridae Lambert, 1900
    - Mellitidae Stefanini, 1912
    - Monophorasteridae Lahille, 1896 †
    - Scutasteridae Durham, 1955 †
    - Scutellidae Gray, 1825

niet in een superfamilie geplaatst
  - Echinarachniidae Lambert in Lambert & Thiéry, 1914
  - Eoscutellidae Durham, 1955 †
  - Protoscutellidae Durham, 1955 †
  - Rotulidae Gray, 1855
  - Taiwanasteridae Wang, 1984